# فلوس (گیاه)
فلوس یا خیار شنبر یا خرنوب هندی یا لوله ترنگی (نام علمی: Cassia fistula) درخت برگریز و بلندی است که جهت ساخت دارو، الوار چوبی و دیدن کاشته می‌شود. طول درخت آن حدود ۱۲ متر است.
فلوس گل ملی کشور تایلند است.